# Rikuo Nainenki

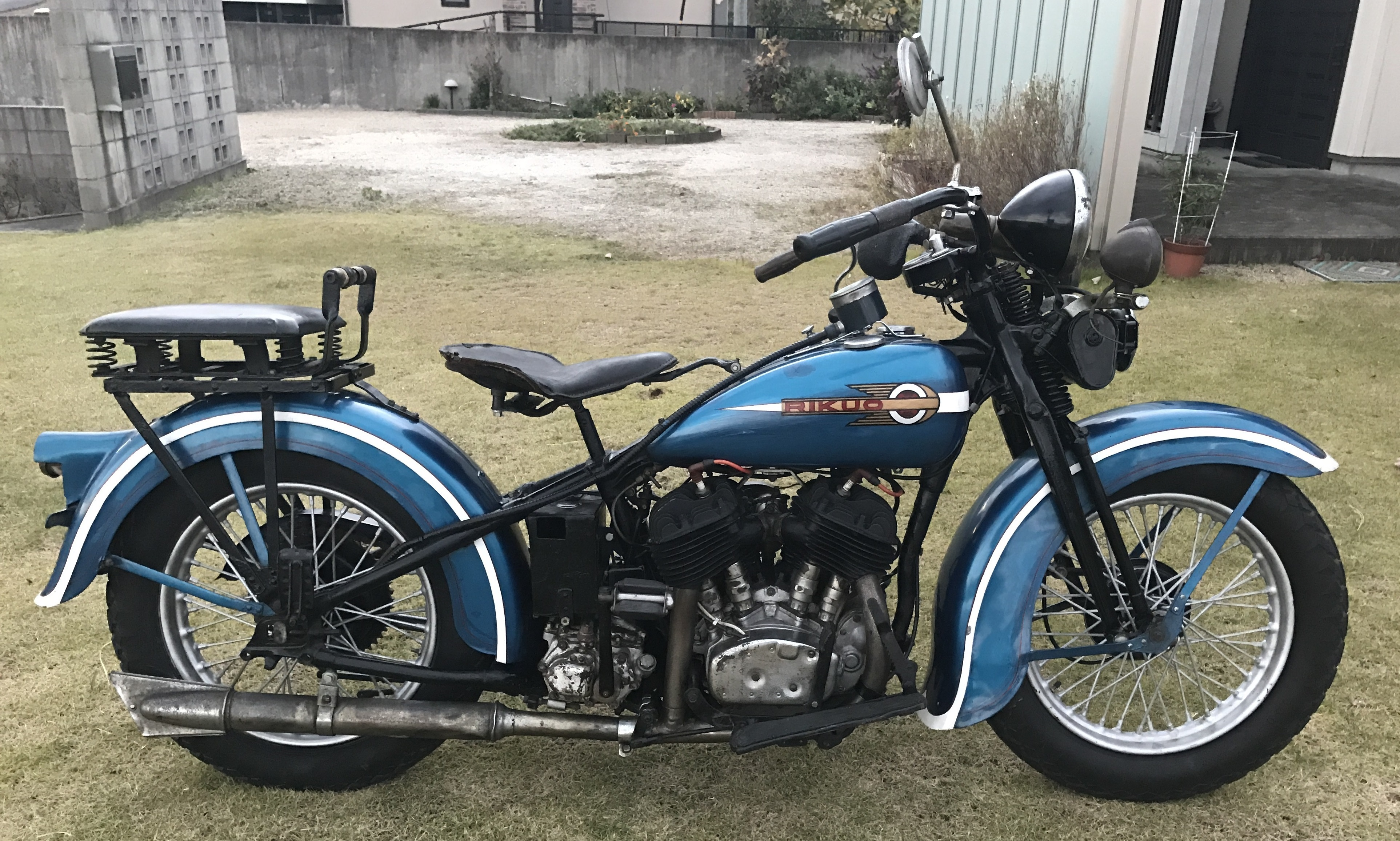
Motorrad von 1950

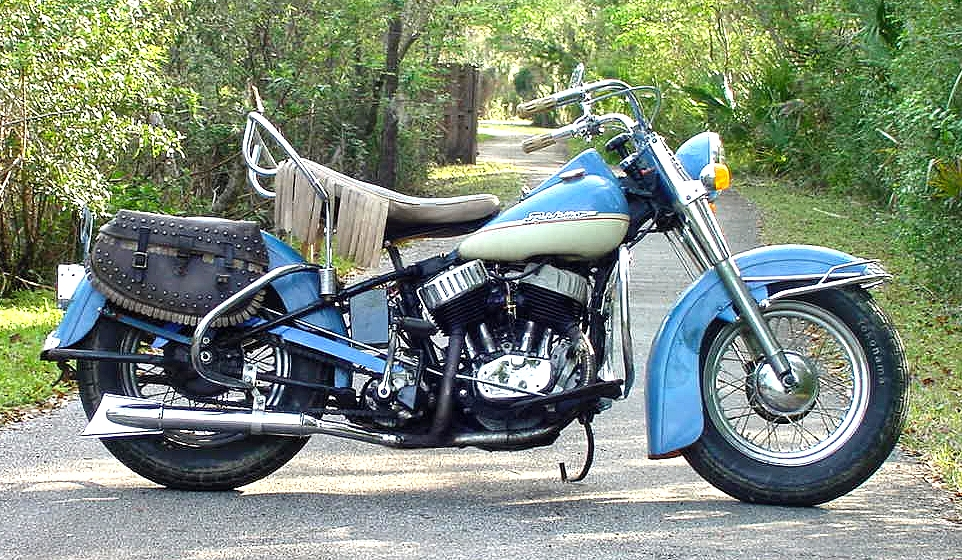
Motorrad von 1957

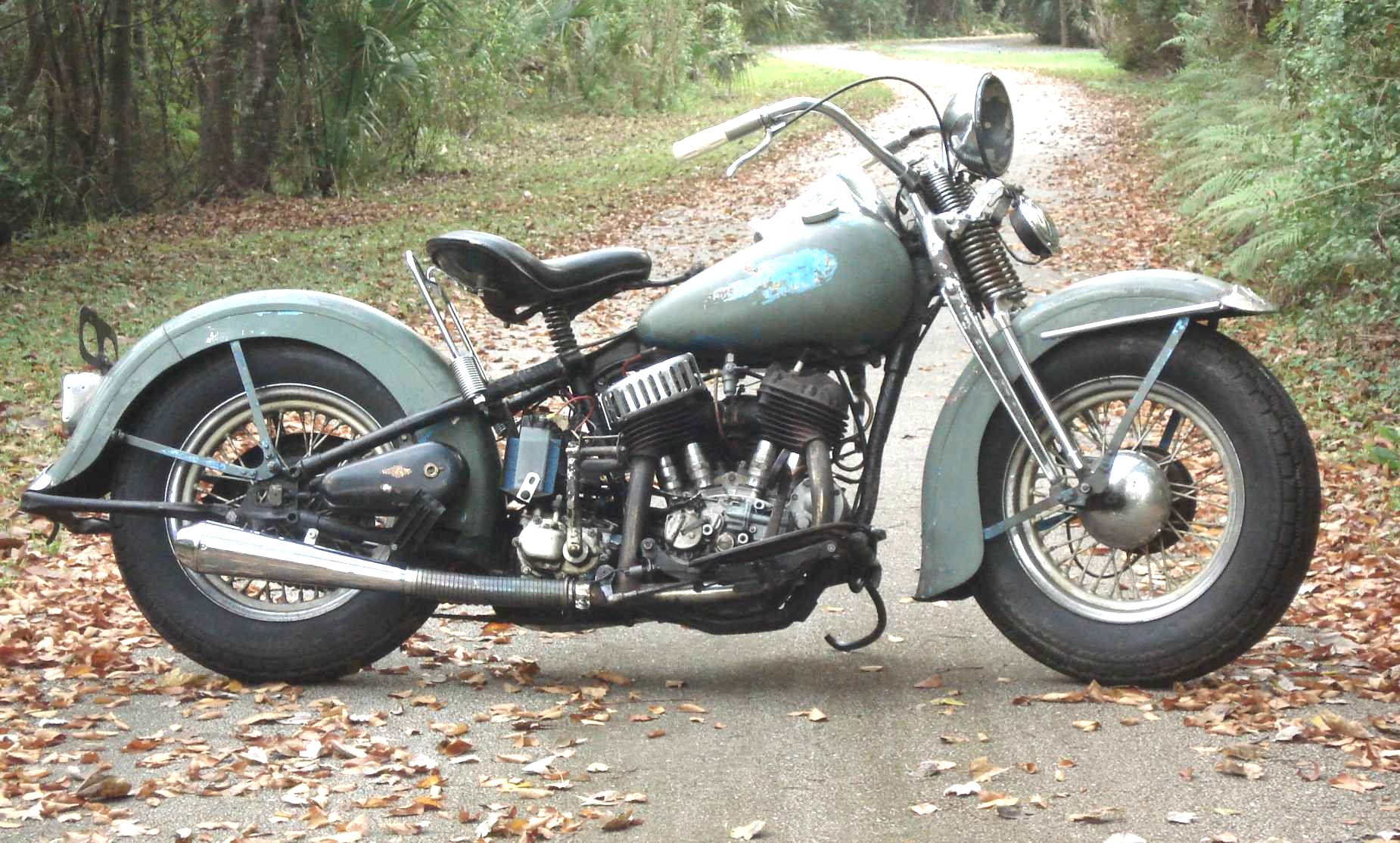
Motorrad von 1959

Rikuo Nainenki war ein japanischer Hersteller von Kraftfahrzeugen.

## Vorgeschichte
Ab 1932 stellte Sankyo aus Shinagawa Nutzfahrzeuge her. Dazu gab es eine Verbindung zu Harley-Davidson. Der Markenname lautete dementsprechend ebenfalls Harley-Davidson.

## Unternehmensgeschichte
Rikuo Nainenki entstand 1936 als Nachfolgeunternehmen. Als Produktionsstandort ist zunächst Tokio angegeben. Die Produktion wurde fortgesetzt. Erst 1937 wurde der Markenname auf Rikuo geändert. 1949 wurde das Werk in Shinagawa aufgegeben und die Produktion am Hauptsitz in Hiroshima fortgesetzt. 1962 endete die Produktion.

## Fahrzeuge
Ein Produktzweig waren Motorräder. Ab etwa 1935 wurden für das japanische Militär ein Harley-Davidson-Lizenznachbauten gefertigt, die als Typ 95 und Typ 97 Rikuo bekannt sind. Weitere Motorräder sind ab spätestens 1949 oder 1953 überliefert und wurden bis 1962 hergestellt. Zunächst ähnelten sie den Modellen von Harley-Davidson. V2-Motoren mit 996 cm³ und 1198 cm³ Hubraum sind bekannt. Später waren Motorräder von BMW die Vorbilder. Eine Quelle nennt Einzylindermotoren mit 248 cm³ und 348 cm³ Hubraum.
Von 1932 bis 1949 entstanden Motordreiräder nach Art des Harley-Davidson Servi-Car. Im Prinzip waren es Motorräder, deren Hinterrad durch eine Hinterachse ersetzt wurde. Im Heck befand sich je nach Ausführung eine Pritsche oder ein Kasten für Gepäck. Sie hatten einen Rahmen von Daihatsu und einen Ottomotor von Harley-Davidson. Das kleinere von zwei Modellen aus der Zeit bis 1937 war das RL Servicar mit 280 cm Länge. Überliefert sind Motoren mit 493 cm³ Hubraum und 10 PS Leistung sowie mit 747 cm³ Hubraum und 19 PS. Der VL hatte einen verstärkten Rahmen, einen größeren Laderaum und einen Motor mit 1210 cm³ Hubraum und 30 PS. Unter dem neuen Markennamen wurde daraus 750 RD Servicar und 1200 cc. Der Hubraum betrug 747 cm bzw. 1213 cm, die Fahrzeuglänge einheitlich 280 cm. Von 1940 bis 1942 hießen die Fahrzeuge 750 Truck und 1200 Truck. Für das schwächere Modell ist ein V2-Motor mit 747 cm³ Hubraum und 14,8 PS Leistung, 193 cm Radstand und 280 cm Fahrzeuglänge überliefert. Vom stärkeren Modell ist nur der Hubraum von 1200 cm³ bekannt. Das schwächere Modell wurde nach dem Zweiten Weltkrieg erneut produziert. Die Bauzeit war von 1946 bis 1949.
Zwischen 1938 und 1940 wurde ein Pkw-Modell gefertigt. Der Type 98 war ein Geländewagen im Stil des Typ 95 Aufklärungswagen. Er hatte einen Motor mit 1300 cm³ Hubraum. Er war vorne im Fahrzeug montiert und trieb alle vier Räder an.